# Belize City Municipal Airport
Belize City Municipal Airport (engelska: Hone Park Airstrip) är en flygplats i Belize.   Den ligger i distriktet Belize, i den nordöstra delen av landet, 70 kilometer öster om huvudstaden Belmopan. Belize City Municipal Airport ligger 2 meter över havet.
Terrängen runt Belize City Municipal Airport är mycket platt. Havet är nära Belize City Municipal Airport åt nordost. Närmaste större samhälle är Belize City, 1,8 kilometer söder om Belize City Municipal Airport. 